# Janie Eickhoff
Janie Eickhoff –también conocida bajo su nombre de casada Janie Quigley– (Long Beach, 15 de junio de 1970) es una deportista estadounidense que compitió en ciclismo en la modalidad de pista, especialista en las pruebas de persecución individual y puntuación.
Ganó siete medallas en el Campeonato Mundial de Ciclismo en Pista entre los años 1989 y 1996.

## Medallero internacional
| Campeonato Mundial | Campeonato Mundial       | Campeonato Mundial | Campeonato Mundial     |
| Año                | Lugar                    | Medalla            | Competición            |
| ------------------ | ------------------------ | ------------------ | ---------------------- |
| 1989               | Lyon (Francia)           | Medalla de bronce  | Puntuación             |
| 1991               | Stuttgart (Alemania)     | Medalla de plata   | Persecución individual |
| 1991               | Stuttgart (Alemania)     | Medalla de bronce  | Puntuación             |
| 1992               | Valencia (España)        | Medalla de bronce  | Puntuación             |
| 1993               | Hamar (Noruega)          | Medalla de bronce  | Persecución individual |
| 1994               | Palermo (Italia)         | Medalla de bronce  | Persecución individual |
| 1996               | Mánchester (Reino Unido) | Medalla de plata   | Puntuación             |